# Eppa Rixey
Eppa Rixey Jr. (Culpeper, 3 maggio 1891 – Cincinnati, 28 febbraio 1963) è stato un giocatore di baseball statunitense che ha giocato nel ruolo di lanciatore nella Major League Baseball (MLB). È stato introdotto nella National Baseball Hall of Fame nel 1963.

## Carriera
Rixey giocò per 21 stagioni nella MLB con i Philadelphia Phillies e i Cincinnati Reds dal 1912 al 1933. In carriera stabilì il record della National League per vittorie da parte di un lanciatore mancino con 266 finché fu superato da Warren Spahn nel 1959.
Rixey frequentò la University of Virginia dove ebbe successo come lanciatore. Fu scoperto dall'arbitro Cy Rigler, che lo convinse a firmare direttamente per i Phillies, senza passare per le minor league. I suoi anni a Filadelfia furono segnati dalla scarsa consistenza delle prestazioni: vinse 22 gare nel 1916 ma guidò anche la lega per due volte in sconfitte. Nel 1915, i Phillies disputarono le World Series e Rixey perse la sua unica apparizione nella serie di finale. Dopo essere stato scambiato con i Reds prima della stagione, vinse 20 o più partite per tre volte, guidando la lega con 25 nel 1922 e facendo registrare otto stagioni consecutive con più vittorie che sconfitte. Le sue prestazioni iniziarono a calare nel 1929 quando ebbe un bilancio di 10-13 e una media PGL di 4.16. Lanciò per altre quattro stagioni prima di ritirarsi nel 1933.

## Palmarès
- Leader della National League in vittorie: 1

1922